# Abby Ringquist
Abby Ringquist, née Hughes le 21 juin 1989 à Salt Lake City, est une sauteuse à ski américaine.

## Parcours sportif
Elle découvre le saut à ski à l'âge de sept ans à Park City et commence à rêver de participation aux Jeux olympiques, lorsqu'ils ont lieu à Salt Lake City en 2002, alors que son frère Blake est sauteur à ski.
Le saut féminin n'étant pas au programme en 2006 et 2010, il apparaît en 2014, mais Ringquist ne se qualifie pas. 

### Coupe du monde
Elle participe à la première épreuve de la Coupe du monde en décembre 2011 à Lillehammer. Son meilleur résultat à ce jour est une neuvième place obtenue à Sotchi en décembre 2012. Après avoir obtenu son meilleur classement général en 2013 : 21e, elle n'obtient que quelques résultats dans le top vingt jusqu'en 2017.
En 2018, elle dispute les Jeux olympiques d'hiver à Pyeongchang, se classant 29e. Juste après, elle annonce la fin de sa carrière sportive, n'ayant pas les finances pour continuer jusqu'aux prochains Jeux.
Elle compte trois participations aux Championnats du monde en 2011, 2013 et 2015, terminant au mieux 24e en 2011.

### Coupe continentale
Elle a démarré dans la Coupe continentale en juillet 2004, à l'époque où cette compétition était le plus haut niveau du saut à ski féminin. Dans cette compétition, elle se hisse deux fois sur le podium, en février 2006 à Schönwald et en août 2010 à Bischofsgrün.

## Palmarès

### Jeux olympiques
| Épreuve / Édition | Pyeongchang 2018 |
| Petit tremplin    | 29e              |

### Championnats du monde
| Épreuve / Édition | Oslo 2011 | Val di Fiemme 2013 | Falun 2015 |
| Individuel        | 24e       | 33e                | 34e        |

### Coupe du monde
- Meilleur classement général : 21e en 2013.
- Meilleur résultat : 9e.

#### Classements généraux annuels
| Année | Rang |
| 2012  | 25e  |
| 2013  | 21e  |
| 2014  | 53e  |
| 2015  | 34e  |
| 2016  | 43e  |
| 2017  | 28e  |
| 2018  | 45e  |

### Coupe continentale
- Meilleur classement général : 9e en 2006.
- 2 podiums.